# Ruby (tecken)
För andra betydelser, se Ruby (olika betydelser).
Ruby-tecken, även kallat ruby, rubi eller furigana används ibland i typografin för logografiska och syllabiska skriftsystem, som kinesiska och japanska. Tecknen består av en mindre text som placeras ovanför eller vid sidan om ett tecken för att ange dess uttal med olika typer av fonetisk skrift. Detta kan skrivas i romaniserad form, eller med inhemska fonetiska tecken, som kana för japanska eller zhuyin för kinesiska.

## Ursprung
Benämningen ruby (engelska för rubin) kommer från den typografiska termen med samma namn. Den betecknar/betecknade en typgrad som motsvarade cirka hälften av en normal 10-punkters typstorlek och användes av brittiska typografer. Den har kommit till användning i särskilt östastiatiska språk, där vissa bildskriftsbaserade skriftspråk innehåller många tecken som många läsare kan vara ovana vid.

## Exempel på användning av ruby-tecken
Observera att alla webbläsare inte kan visa tecken i ruby; typsnitten nedan är förstorade för att göra exemplen tydligare. Man kan också använda så kallad komplex ruby, men detta stöds inte av Wikipedia och kan därför inte exemplifieras här.

### Japansk ruby
Japansk ruby kallas furigana (振り仮名) och skrivs i regel med stavelseskriften hiragana. På japanska betecknar ordet ”ruby” (japanska: rubi) själva tecknen som används för att skriva ut furigana, och är närmast en typografisk fackterm. Furigana sätts ut ovanför texten (i horisontell skrift) eller till höger om texten (i vertikal skrift):
| 漢 | か ん |
| 字 | じ    |

| かん | じ |
| 漢   | 字 |

Nedan anges namnet på staden Tokyo (東京) med japansk ruby:
Hiragana:
東 京
Katakana:
東 京
Romaji:
東 京

### Kinesisk ruby
Nedan anges namnet på staden Beijing (北京) i kinesisk ruby:
Bopomofo:
北 京
Pinyin:
北 京

## Webbläsarstöd
I de senaste versionerna av större webbläsare stöds ruby delvis i Internet Explorer till Windows och Mac OS Classic i version 5.0+, men inte i Mozilla, Firefox, Safari, Konqueror eller Opera, som alla i övrigt har gott stöd för mångspråkighet. Det finns dock plug-ins som får ruby att fungera i annars inkompatibla webbläsare.

## Källhänvisningar
1. 1 2  "Ruby Markup and Styling". W3.org. Läst 13 juli 2014. (engelska)